# 赫西陨击坑
赫西陨击坑(Hussey)是火星法厄同区的一座撞击坑，其中心坐标位于南纬53.8度、西经126.7度，直径99公里，它的名称取自美国天文学家威廉·约瑟夫·赫西，在坑底北部可看到沙丘。

## 图像
下面的图片显示了沙丘广角图，随后通过高分辨率成像科学设备显示了被大幅放大的视图。

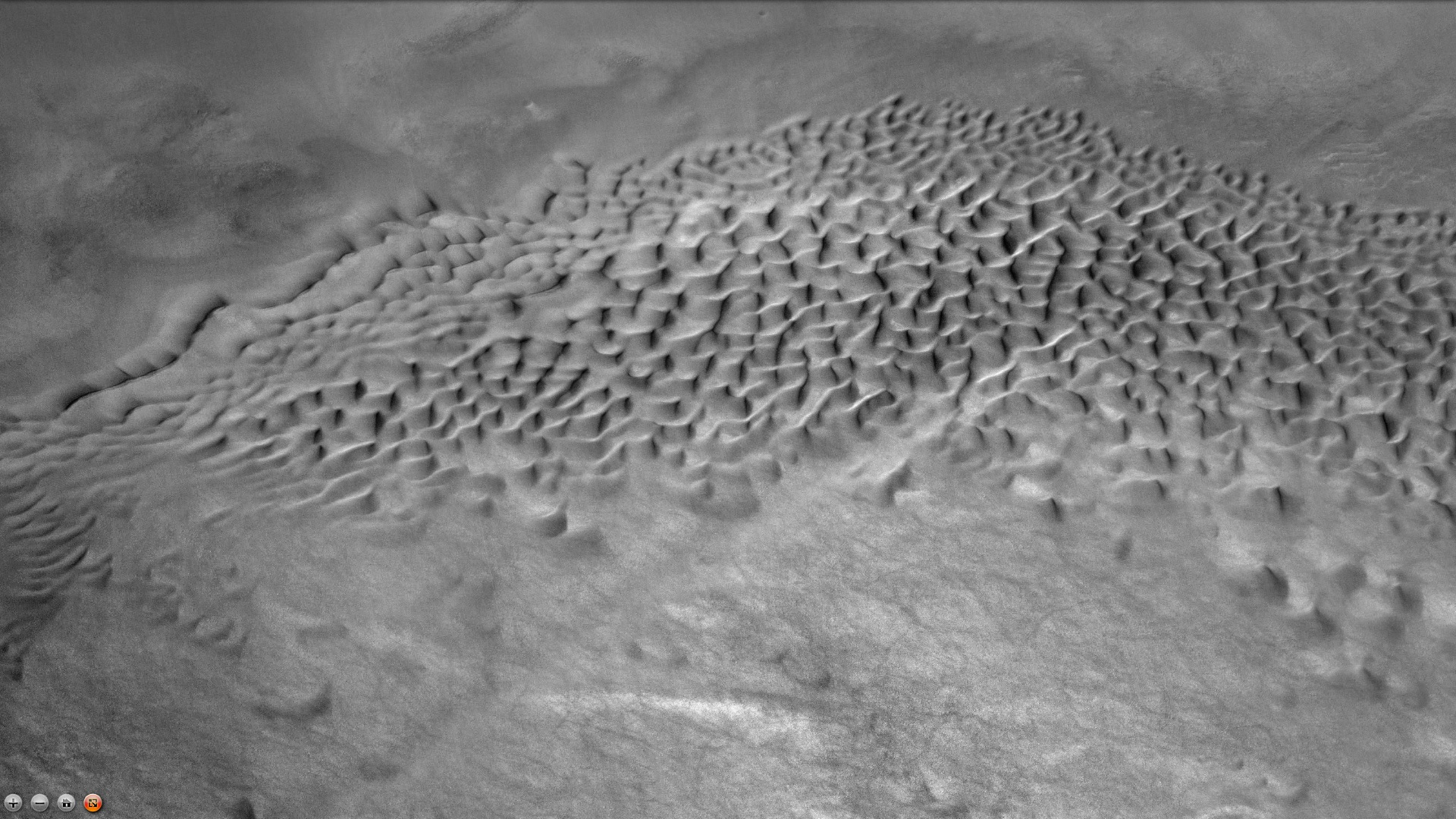
火星勘测轨道飞行器背景相机显示的赫西陨击坑坑底沙丘区，注：这是前一幅图像的放大版。
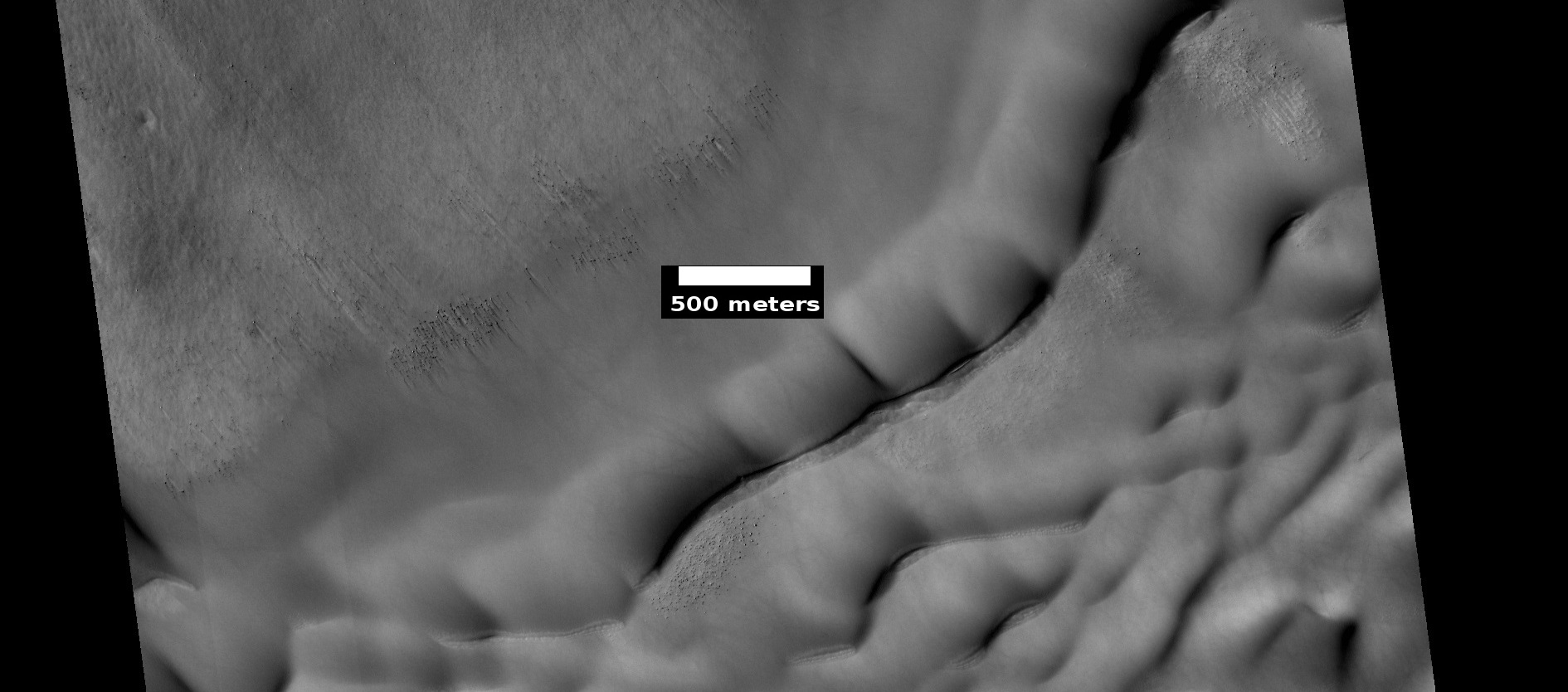
高分辨率成像科学设备显示的赫西陨击坑内的沙丘，注：这是前面描绘沙丘的第二幅图像的放大版。

## 另请查看
- 火星撞击坑